# Boz Burrell
Boz Burrell, właśc. Raymond Burrell (ur. 1 sierpnia 1946 w Lincoln, zm. 21 września 2006 w Puerto Banús) – angielski basista i wokalista.
Burrell znany był z występów w grupach muzycznych King Crimson oraz Bad Company. Współpracował z Tamem White’em. Zmarł na atak serca.

## Dyskografia
- King Crimson – Islands (1971)[2]
- Duffy Power – Duffy Power (1972)[3]
- King Crimson – Earthbound (1972)[4]
- Esther Phillips – Black-Eyed Blues (1973)[5]
- Alvin Lee, Mylon LeFevre – On The Road To Freedom (1973)[6]
- Ted Nugent – Cat Scratch Fever (1977)[7]

## Filmografia
- "Bad Company: The Official Authorised 40th Anniversary Documentary" (mat. archiwalne, 2014, film dokumentalny, reżyseria: Jon Brewer)[8]